# Lex Poetelia-Papiria
La Lex Poetelia Papiria de nexis del 326 a.C. era una legge della Repubblica romana  che stabiliva e disponeva che i nexi (quindi tutte le persone sui iuris provvisoriamente ridotte sotto il potere assoluto di un creditore insoddisfatto) non fossero da trattare nel modo rigoroso, di ceppi ai piedi sino alla sopportazione del ius vitae ac necis in cui erano trattati o potevano essere trattati i sottoposti a pieno titolo (filii, servi etc.) ma trattati come soggetti momentaneamente sottoposti a potestas altrui, quindi soggetti giuridici limitati. Il nexum, ovvero l'accordo con cui il debitore forniva, come garanzia di un prestito, l'asservimento di se stesso - o di un membro della sua famiglia su cui avesse la potestà (un figlio ad esempio) - in favore del creditore fino all'estinzione del debito.
Nel racconto di Tito Livio, questo si deve al caso di Caio Publilio, che si era dato in schiavitù a Lucio Papirio, per il debito del padre. Infatti Lucio, invaghitosi del giovane Caio, lo aveva fatto fustigare, quando questo si era rifiutato di cedere alle sue lusinghe.
Il giovane riuscì a liberarsi del creditore, raccontando quanto accaduto alla folla di gente, che in tumulto, obbligò i consoli eletti per quell'anno (326 a.C.), Lucio Papirio Cursore e Gaio Petelio Libone Visolo, a promulgare la legge. Da quel momento soltanto i beni del debitore, potevano essere presi a garanzia del credito.
Invece Marco Terenzio Varrone data la legge al 313 a.C..